# The Sporting Chance
The Sporting Chance è un film muto del 1925 diretto da Oscar Apfel che aveva come interpreti Lou Tellegen, Dorothy Phillips, George Fawcett, Theodore von Eltz, Sheldon Lewis. Il soggetto di Jack Boyle fu adattato per lo schermo da John P. Bernard.

## Trama
Fidanzata con Bob Shelby, Pat Winthrop rompe il fidanzamento per salvare dalla galera il padre e accettare la proposta di matrimonio di Darrell Thornton. Bob, proprietario di Kentucky Boy, un cavallo che deve partecipare a una corsa a handicap, deve cedere l'animale a Thornton, cui deve dei soldi. Ma, la notte prima della gara, porta via il cavallo dalla stalla. Il fantino di Bob porta alla vittoria Kentucky Boy e il grosso premio vinto serve non solo a salvare il padre di Pat ma anche a ripagare il debito con Thornton, permettendo, altresì, il matrimonio di Bob e Pat.

## Produzione
Il film fu prodotto dalla Tiffany Productions.

## Distribuzione
Il copyright del film, richiesto dalla Tiffany Productions, Inc., fu registrato il 7 luglio 1925 con il numero LP21634.

Distribuito dalla Truart Film Co., il film fu presentato in prima a New York il 21 giugno 1925.
Non si conoscono copie ancora esistenti della pellicola che viene considerata presumibilmente perduta.